# Trevor Taylor
Trevor Taylor,  britanski dirkač Formule 1, * 26. december, 1936, Sheffield, Anglija, Združeno kraljestvo, † 27. september 2010.
Trevor Taylor je pokojni britanski dirkač Formule 1. Debitiral je v sezoni 1959 na domači Veliki nagradi Velike Britanije, ko pa se ni kvalificiral na dirko. Po sezoni premora je tudi v sezoni 1961 nastopil le na eni dirki in dosegel trinajsto mesto, v naslednji sezoni 1962 pa je na prvi dirki sezone za Veliko nagrado Nizozemske osvojil drugo mesto, kar je njegov daleč najboljši rezultat kariere, v preostanku sezone pa se ni več uvrstil bolje od osmega mesta. Uvrstitev med dobitnike točk mu je uspela tudi v sezoni 1963 na Veliki nagradi Monaka in v sezoni 1964 na Veliki nagradi ZDA, obakrat je dosegel šesto mesto. Zadnjo priložnost na dirki je dobil na domači Veliki nagradi Velike Britanije v sezoni 1966, ko je odstopil, za tem pa ni več nikoli dirkal v Formuli 1.

## Popolni rezultati Formule 1
(legenda) (odebeljene dirke pomenijo najboljši štartni položaj, poševne pa najhitrejši krog, †-uvrščen kljub odstopu)
| Leto | Moštvo                     | Šasija     | Motor             | 1       | 2       | 3       | 4       | 5      | 6       | 7       | 8       | 9       | 10      | Prv | Toč |
| ---- | -------------------------- | ---------- | ----------------- | ------- | ------- | ------- | ------- | ------ | ------- | ------- | ------- | ------- | ------- | --- | --- |
| 1959 | Ace Garage (Rotherham)     | Cooper T51 | Climax Straight-4 | MON     | 500     | NIZ     | FRA     | VB DNQ | NEM     | POR     | ITA     | ZDA     |         | -   | 0   |
| 1961 | Team Lotus                 | Lotus 18   | Climax Straight-4 | MON     | NIZ 13  | BEL     | FRA     | VB     | NEM     | ITA     | ZDA     |         |         | 26. | 0   |
| 1962 | Team Lotus                 | Lotus 24   | Climax V8         | NIZ 2   | MON Ret | BEL Ret |         | VB 8   | NEM Ret |         |         |         |         | 10. | 6   |
| 1962 | Team Lotus                 | Lotus 25   | Climax V8         |         |         |         | FRA 8   |        |         | ITA Ret | ZDA 12  | JAR Ret |         | 10. | 6   |
| 1963 | Team Lotus                 | Lotus 25   | Climax V8         | MON 6   | BEL Ret | NIZ 10  | FRA 13  | VB DSQ | NEM 8   | ITA     | ZDA Ret | MEH Ret | JAR 8   | 17. | 1   |
| 1964 | British Racing Partnership | BRP 1      | BRM V8            | MON Ret | NIZ     |         |         |        |         | AVT Ret | ITA DNQ |         |         | 22. | 1   |
| 1964 | British Racing Partnership | BRP 2      | BRM V8            |         |         | BEL 7   | FRA Ret |        |         |         |         | ZDA 6   | MEH Ret | 22. | 1   |
| 1964 | British Racing Partnership | Lotus 24   | BRM V8            |         |         |         |         | VB Ret | NEM     |         |         |         |         | 22. | 1   |
| 1966 | Aiden Jones / Paul Emery   | Shannon    | Climax V8         | MON     | BEL     | FRA     | VB Ret  | NIZ    | NEM     | ITA     | ZDA     | MEH     |         | -   | 0   |